# Косовско-черногорские отношения
Косовско-черногорские отношения — двусторонние дипломатические отношения между частично признанным государством Республикой Косово и Черногорией. Протяжённость государственной границы между странами составляет 76 км.

## История
17 февраля 2008 года произошло одностороннее провозглашение независимости Республики Косово от Сербии. 9 октября 2008 года Черногория признала независимость Республики Косово. 15 января 2010 года Республика Косово и Черногория установили официальные дипломатические отношения. В мае 2012 года правительство Черногории приняло решение об открытии посольства в Приштине, которое начало свою работу 30 июля 2013 года.
7 ноября 2017 года министр иностранных дел Черногории Срджан Дарманович сделал заявление, что несмотря на наличие пограничного спора между Черногорией и Республикой Косово, этим двум государствам удаётся сохранить хорошие отношения. 3 февраля 2018 года премьер-министр Черногории Душко Маркович заявил, что отношения между государствами находятся на превосходном уровне, а также добавил, что Черногория поддерживает стремление Республики Косово вступить в НАТО и Европейский союз.

## Торговые отношения
В 2008 году товарооборот между государствами составил сумму 40,95 млн. евро.